# یونون
یونون (به انگلیسی: Ionone) با فرمول شیمیایی C۱۳H۲۰O یک ترکیب شیمیایی با شناسه پاب‌کم ۵۳۶۳۷۴۱ است. که جرم مولی آن ۱۹۲٫۳ g/mol می‌باشد. 